# Graciela Alfano
Graciela Inés Alfano Casanova (Buenos Aires, 14 de diciembre de 1952) es una actriz, presentadora, modelo y exvedette argentina.

## Carrera
Graciela fue tapa de las revistas Gente y Siete Días Ilustrados, que la eligió como «Miss Siete Días» en 1971. En 1972 fue elegida en Colombia como «Miss Belleza Panamericana». Luego incursionó en televisión en la telenovela Mi amigo Andrés (1973) y debutó en cine de comedia en las películas La gran aventura (1974), Los irrompibles (1975), El Gordo Catástrofe (1977), Fotógrafo de señoras (1978), La aventura de los paraguas asesinos (1979), Los éxitos del amor (1979), Departamento compartido (1980), Gran Valor (1980), Tiro al aire (1980) y Los superagentes contra los fantasmas (1986), entre otras. En su período de mayor auge —entre 1977 y 1981— filmó quince películas y participó en la serie De pe a pa.

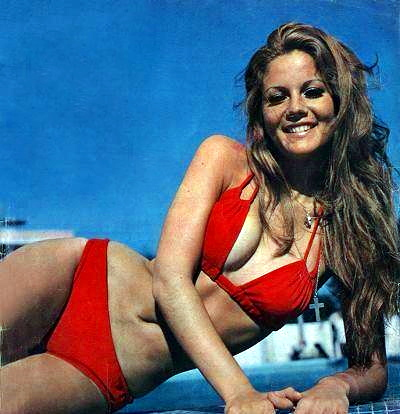
Alfano en la portada de la revista "Siete Días" en 1972.

En 1980 trabajó en la obra Espías de amor con Claudio García Satur en el teatro Tronador de Mar del Plata, que fue un fracaso debido a que los empresarios, al finalizar la temporada, señalaron haber perdido más de diez mil millones de pesos.
En 1982 convocó a Manuel Antín para que la dirija en La invitación, película que protagonizó y produjo con el que por entonces era su marido, Enrique Capozzolo. En 1987 formó parte del elenco del programa humorístico revisteril Las gatitas y ratones de Porcel y en 1988 del elenco de El gran club, un ciclo de entretenimientos en el que formó una dupla conductora con Víctor Laplace.
Durante los años 1990 trabajó en teatro y como vedette de revista, con invitaciones a varios programas estelares de televisión y apariciones en series de televisión como Gasoleros (1998) o Totalmente (1999). 
En 1995 condujo en televisión el programa de "chimentos" El Periscopio por América TV, acompañada al principio por el periodista de espectáculos Carlos Monti. En 2001 participó en su última película: Nada por perder. Ese año actuó en la revista El boom de la Alfano en Villa Carlos Paz, obra que ganó catorce estatuillas en los Premios Carlos, entre ellas el Carlos de Oro para Alfano.

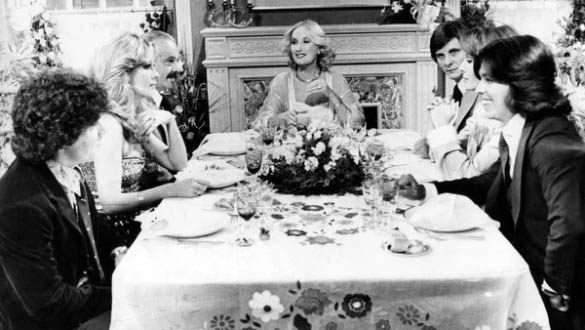
Mirtha Legrand (al frente) junto a Diego Maradona, Thelma Biral, Astor Piazzolla, Jairo, Claudio Levrino y Graciela Alfano (1979).

Después de años sin actividad en los medios, regresó en el 2007 a la televisión como jurado de la cuarta edición del segmento de Showmatch, Bailando por un sueño. En el 2008 fue distinguida por los "Premios Faro" en Mar del Plata.[cita requerida] En 2009 volvió a participar en Showmatch, esta vez como parte del jurado de la sección El musical de tus sueños.
En 2011 la empresa de telefonía móvil Claro la convocó para una publicidad titulada "La Reina del Twitter" por la gran cantidad de seguidores que tenía Alfano en esa red social.
Claro dejó de emitir la publicidad para no ver afectada su imagen empresarial debido a los problema judiciales que Alfano enfrentó por causa de una supuesta relación pasada con el dictador Emilio Massera y por las sospechas de apropiación de bienes de personas desaparecidas en la última dictadura militar en Argentina (ver sección Vida privada).[cita requerida] La publicidad volvió a emitirse a principios del 2012 luego de ser sobreseída de esa causa.
En ese año —2011— participó de nuevo como jurado de Bailando por un sueño. A mediados de octubre fue suspendida por la empresa productora, Ideas del Sur, por haberle dado una bofetada a su compañero de trabajo Aníbal Pachano en el programa Este es el show. Alfano inició una demanda contra la productora y Canal 13; sin embargo, terminó regresando casi dos meses más tarde a su puesto en el programa. Más adelante volvió a ser requerida para reemplazar como jurado a Marcelo Polino en el programa Cantando por un sueño 2012, pero no pudo ser contratada debido a los problemas judiciales que mantenía con el canal.[cita requerida]
Más adelante, participó en un "sketch" en la telecomedia La pelu, en la cual actuó como una clienta llamada "Betty, la fea".
En 2014, vuelve a ocupar el rol de jurado en el Bailando 2014 reemplazando a la titular Nacha Guevara los jueves y viernes ya que la actriz tenía las funciones de Glorias porteñas y no podía estar en esas galas.
En 2016 y tras 15 años regreso al teatro, en Villa Carlos Paz, de la mano de José María Muscari en la comedia Los Corruptelli, unas de las obras más vistas de esa temporada.
Retirada de los focos televisivos, en 2019 se incorpora al panel de Los ángeles de la mañana como una de las panelistas oficiales.
En enero de 2020, fue jurado del programa Todo puede pasar, de El Nueve.
A lo largo de 50 años de carrera supo cosechar al rededor de 1000 tapas de revista y más de 2000 notas en revista Alfano cuenta sus tapas y notas en revistas

## Vida personal
Es hija de Carmelo Alfano (f. 1965) y Matilde Cassanova (f. 2014). El desenlace fatal de su padre fue caratulado como un suicidio, aunque días después, le afirmaron a Graciela y a su madre que el calibre de la bala que lo había matado no coincidía con el de la escopeta que él tenía en su casa.

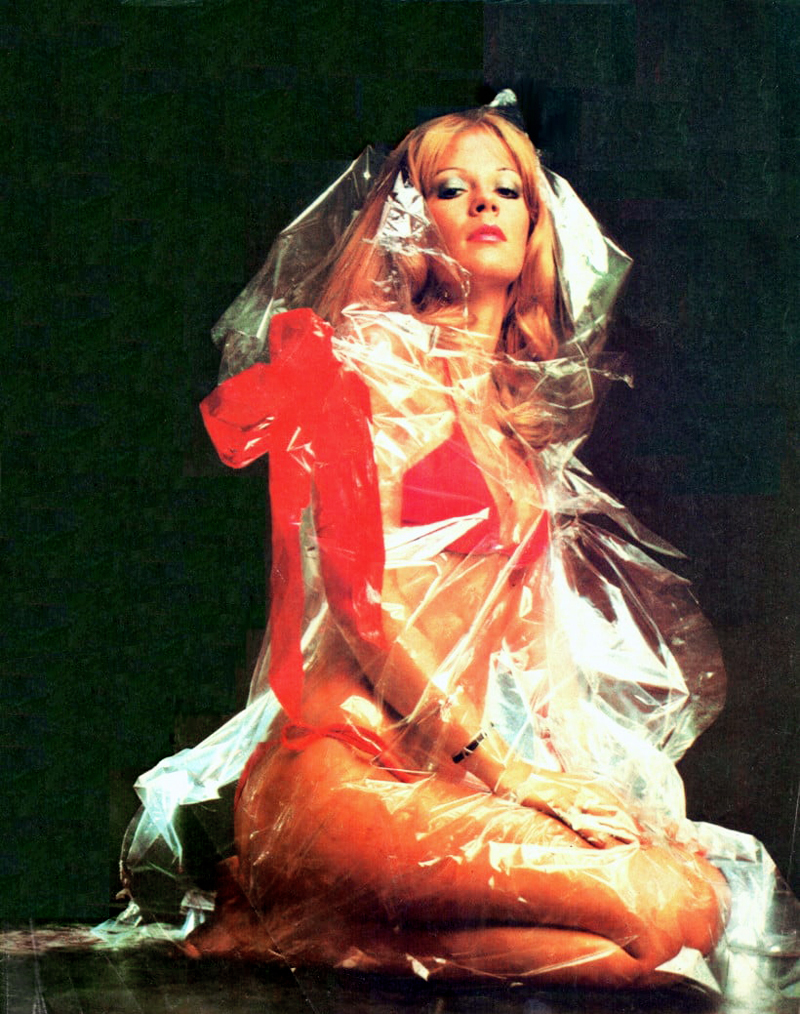
Graciela en 1976

A principios de los años 1970, Alfano comenzó a estudiar ingeniería civil, carrera que no terminó.
Estuvo casada con Andrés Ruskowski, padre de su hijo Nicolás. En 1982 se casó con el empresario Enrique Capozzolo, con quien tuvo dos hijos más: Francisco —quien sufrió un grave accidente en México en 2009— y Gonzalo. Se separó en 1993, aunque el divorcio legal se produjo en 2007. Entre noviembre de 1999 y agosto de 2008 tuvo una relación con el joven actor Matías Alé. En una entrevista en 2013 admitió haber tenido también una relación sentimental con el expresidente argentino Carlos Menem.
El 10 de enero de 2019, mientras estaba de vacaciones en Punta del Este, Uruguay, reveló en el programa El diario de Mariana de El Trece ser víctima de abusos en su infancia.
Alfano es católica, y en varias oportunidades ha hecho énfasis sobre su fe, luego de que en algún momento se la acusara de practicar magia negra.

## Causas judiciales
En 2011 fue denunciada ante tribunales penales porque habría recibido como regalo bienes de desaparecidos, pero, tras la investigación, fue sobreseída. La denuncia decía que había sido la amante del represor Emilio Massera. Gabriela Biasi, hijastra de un excustodio de Massera, la acusó de ser la amante preferida del almirante y de haber recibido joyas y propiedades de los desaparecidos en la ESMA de regalo.
Elsa Ayala, esposa de un detenido desaparecido, denunció haberla visto con el marino cuando fue a pedir por la vida de su esposo en plena dictadura. Luis Ventura aseveró que tenía las cartas de amor que Alfano le enviaba a Massera.
En un primer momento Alfano no negó su relación con el almirante:

Ni lo admito ni lo desmiento. Si hubiera tenido relaciones, no lo diría ni dejaría de decirlo. Si te acostás con un genocida, no salís con los 30.000 desaparecidos. A mí no me busca la Corte de La Haya.

Hasta ahora la Corte de La Haya no me ha llamado por los desaparecidos. Y con quién yo me acosté o me dejé de acostar es mi problema y me lo banco yo.

Ante el fuerte rechazo que produjeron sus dichos en las redes sociales y por parte de algunos periodistas y legisladores, Alfano negó las denuncias y tuvo que salir a pedir disculpas por haber dicho que «cada uno decide con su desaparecido hacer lo que le da la gana».
La causa recayó en el juez federal Claudio Bonadio. El fiscal Comparatore envió informes del Servicio de Inteligencia de Chile, desclasificados por Estados Unidos, que apoyan esas versiones.
Alfano, ante dicha denuncia, puso todos sus bienes a disposición de la justicia   La justicia comprobó que no había vinculo alguno de sus bienes con los desaparecidos ni tampoco prueba que demostrara su vínculo con Massera.
En enero de 2013, Alfano contó vía Twitter que había sido sobreseída en la causa donde se le atribuía haber recibido bienes de desaparecidos.
Dicha Causa carecía de sustento jurídico, ya que no había pruebas en la denuncia. Y el testimonio de Elsa Ayala fue considerado inverosímil.

## Cine
| Año  | Título                                      | Personaje               |
| ---- | ------------------------------------------- | ----------------------- |
| 1974 | La gran aventura                            | Marisa                  |
| 1975 | Los irrompibles                             | Laura                   |
| 1977 | El gordo catástrofe                         | Graciela                |
| 1978 | El divorcio está de moda (de común acuerdo) | Patricia                |
| 1978 | Fotógrafo de señoras                        | Mariana                 |
| 1979 | Los éxitos del amor                         | Leonor Capuletti        |
| 1979 | Custodio de señoras                         | Mónica Vallejos         |
| 1979 | ...Y mañana serán hombres                   | Ana Fernández           |
| 1979 | La nona                                     | Marta "Martita" Spadone |
| 1979 | La aventura de los paraguas asesinos        | Sirena                  |
| 1979 | Los drogadictos                             | Estela Santino          |
| 1980 | Locos por la música                         | Graciela                |
| 1980 | Departamento compartido                     | Adriana                 |
| 1980 | Tiro al aire                                | Susana                  |
| 1980 | Gran valor                                  | Silvia                  |
| 1981 | Las vacaciones del amor                     | Graciela Bernabó        |
| 1982 | La invitación                               | Elisa                   |
| 1986 | Los superagentes contra los fantasmas       | Celia                   |
| 1987 | Atreverse a la última jugada                | Dolores                 |
| 1987 | Los taxistas del humor                      | Dalia                   |
| 2001 | Nada por perder                             | Valeria Ávalos          |
| 2015 | Testigo íntimo                              | La suegra               |
| 2017 | Mariel espera                               | Alicia Finkelstein      |

## Televisión
| Programas de televisión | Programas de televisión                   | Programas de televisión         | Programas de televisión | Programas de televisión                 |
| Año                     | País                                      | Título                          | Rol                     | Notas                                   |
| ----------------------- | ----------------------------------------- | ------------------------------- | ----------------------- | --------------------------------------- |
| 1976                    | Bandera de Argentina                      | El show de Eber y Nélida Lobato | Vedette                 |                                         |
| 1978                    | Bandera de Chile                          | Sábados Gigantes                | Modelo                  |                                         |
| 1986                    | Bandera de Argentina                      | Las gatitas y ratones de Porcel | Vedette                 |                                         |
| 1987                    | Bandera de Chile                          | Festival de Viña del Mar 1987   | Jurado                  |                                         |
| 1988                    | Bandera de Argentina                      | El gran club                    | Conductora              | Junto a Víctor Laplace                  |
| 1991                    | Bandera de Argentina                      | Graciela & Andrés               | Conductora              | Junto a Andrés Percivale                |
| 1995                    | Bandera de Argentina                      | Cha cha cha                     | Ella misma              | Actuación en sketch                     |
| 1995-1996               | Bandera de Argentina                      | El periscopio                   | Conductora              |                                         |
| 1996                    | Bandera de Chile                          | Viva el lunes                   | Invitada                |                                         |
| 1997                    | Bandera de Argentina                      | Graciela de América             | Conductora              |                                         |
| 1999                    | Bandera de Argentina                      | Videomatch                      | Ella misma              | Especial de cámara oculta               |
| 1999                    | Bandera de Argentina                      | La Argentina de Tato            | Hillary Clinton         |                                         |
| 2000                    | Bandera de Chile                          | De pe a pa                      | Invitada                |                                         |
| 2001                    | Bandera de Chile                          | El lunes sin falta              | Invitada                |                                         |
| 2007                    | Bandera de Argentina                      | Bailando por un sueño 2007      | Jurado                  |                                         |
| 2009                    | Bandera de Argentina                      | El musical de tus sueños        | Jurado                  |                                         |
| 2010                    | Bandera de Argentina                      | Bailando por un sueño 2010      | Jurado                  |                                         |
| 2011                    | Bandera de Argentina                      | Bailando por un sueño 2011      | Jurado                  |                                         |
| 2012                    | Bandera de Argentina                      | La pelu                         | Ella misma              | Actuación en sketch                     |
| 2013                    | Bandera de Argentina                      | Plan TV                         | Conductora invitada     |                                         |
| 2014                    | Bandera de Argentina                      | Bailando por un sueño 2014      | Jurado de reemplazo     |                                         |
| 2016                    | Bandera de Argentina                      | Bailando por un sueño 2016      | Jurado de reemplazo     |                                         |
| 2016                    | Bandera de Argentina                      | Susana Giménez                  | Ella misma              | Actuación en sketch: "Empleada Pública" |
| 2019                    | Bandera de Argentina                      | Los ángeles de la mañana        | Panelista               |                                         |
| 2020-2021               | Bandera de Argentina                      | Todo Puede Pasar                | Jurado                  |                                         |
| 2020                    | Bandera de Argentina                      | Nosotros a la mañana            | Panelista               |                                         |
| 2022                    | Bandera de Argentina                      | Socios del espectáculo          | Panelista               |                                         |
| 2023                    | Bandera de Argentina                      | El comandante Fort              | Ella misma              | Documental para Star+                   |
| Ficciones               |                                           |                                 |                         |                                         |
| Año                     | País                                      | Título                          | Personaje               | Notas                                   |
| 1973                    | Bandera de Argentina                      | Mi amigo Andrés                 | Graciela Velasco        | Debut en TV                             |
| 1974                    | Bandera de Argentina                      | Alta comedia                    | Varios personajes       | Varios episodios                        |
| 1975                    | Bandera de Argentina                      | Nosotros                        | Lucía                   | Protagonista                            |
| 1976                    | Bandera de Argentina                      | Mi querido Luis                 | Graciela Miranda        | Coprotagonista                          |
| 1977                    | Bandera de Argentina                      | La usurpadora                   | Paulina de Rocha        | Coprotagonista                          |
| 1978                    | Bandera de Argentina                      | El tío Porcel                   | Varios personajes       | Protagonista                            |
| 1978                    | Bandera de Argentina                      | Renato                          | Amanda Leonor           | Protagonista                            |
| 1981                    | Bandera de Argentina                      | La ciudad de dos hombres        | Constanza               | Protagonista                            |
| 1981                    | Bandera de Argentina                      | Juego de dos                    | Ana                     | Protagonista                            |
| 1984                    | Bandera de Argentina                      | Situación límite                | Varios personajes       | Varios episodios                        |
| 1985                    | Bandera de Argentina                      | Bellezas                        | María Paula             | Protagonista                            |
| 1985                    | Bandera de Argentina                      | Capricho                        | Natalia Orzúa           | Participación                           |
| 1987                    | Bandera de Argentina                      | Hombres de ley                  | Juana                   | Participación                           |
| 1990                    | Bandera de Argentina                      | Atreverse                       | Varios personajes       | Varios episodios                        |
| 1992                    | Bandera de Argentina                      | Luces y sombras                 | Estela                  | Participación                           |
| 1993                    | Bandera de Argentina                      | Son de diez                     | Vanessa                 | Participación                           |
| 1994                    | Bandera de Argentina                      | La familia Benvenuto            | Ella misma              | Participación                           |
| 1994                    | Bandera de Argentina                      | La marca del deseo              | Lectora de noticias     | Participación                           |
| 1996                    | Bandera de Chile                          | Adrenalina                      | Ella misma              | Participación                           |
| 1997                    | Bandera de Chile                          | Teatro en canal 13              | Varios personajes       | Participación                           |
| 1998                    | Bandera de Argentina                      | Gasoleros                       | Dalila                  | Participación                           |
| 1998                    | Bandera de Argentina                      | Te quiero, te quiero            | Nora                    | Recurrente                              |
| 2001-2002               | Bandera de Argentina                      | El sodero de mi vida            | Andrea                  | Participación                           |
| 2003                    | Bandera de Argentina                      | Costumbres argentinas           | Elena González          | Recurrente                              |
| 2007                    | Bandera de Argentina                      | Patito feo                      | Victoria                | Participación                           |
| 2010                    | Bandera de Chile                          | Teatro en Chilevisión           | Grace                   | Participación                           |
| 2018                    | Bandera de Argentina · Bandera de Uruguay | Grisel                          |                         | Piloto nunca emitido                    |
| 2019                    | Bandera de Argentina                      | El host 2                       | Ella misma              | Cameo                                   |